# Полденцы
Полденцы — деревня в Доможировском сельском поселении Лодейнопольского района Ленинградской области.

## История
На карте Санкт-Петербургской губернии Ф. Ф. Шуберта 1834 года упоминается деревня Полденец.

ПОЛДЕНИЦЫ — деревня принадлежит Казённому ведомству, число жителей по ревизии: 14 м. п., 22 ж. п. (1838 год)

ПОЛДЕНИЦЫ — деревня Ведомства государственного имущества, по просёлочной дороге, число дворов — 9, число душ — 12 м. п. (1856 год)

ПОЛДЕНИЦЫ — деревня казённая при реке Ояте, число дворов — 8, число жителей: 15 м. п., 19 ж. п. (1862 год)

Согласно военно-топографической карте Санкт-Петербургской и Новгородской губерний 1915 года деревня называлась Полденец.
В конце XIX — начале XX века деревня административно относилась к Доможировской волости 3-го стана Новоладожского уезда Санкт-Петербургской губернии.
По данным «Памятной книжки Санкт-Петербургской губернии» за 1905 год  деревня называлась Палденцы и входила в Фоминское сельское общество.

ПОЛДЕНИЦЫ — деревня, крестьянских дворов — 9, прочих — 2. Население: мужчин — 23, женщин — 19. (1926 год)

По данным 1933 года деревня называлась Полденицы и входила в состав Доможировского сельсовета Пашского района.

Деревня Полденцы на карте РККА 1940 года

На карте РККА 1940 года деревня Полденцы обозначена как безымянный населённый пункт к юго-востоку от деревни Фомино.
На 1 января 1950 года в деревне Полденцы числилось 5 хозяйств и 13 жителей.
По данным 1966 и 1973 годов деревня Полденцы входила в состав Доможировского сельсовета Волховского района.
По данным 1990 года деревня Полденцы входила в состав Доможировского сельсовета Лодейнопольского района.
В 1997 году в деревне Полденцы Доможировской волости проживали 5 человек, в 2002 году — также 5 человек (все русские).
С 1 января 2006 года в составе Вахновакарского сельского поселения.
В 2007 году в деревне Полденцы Вахновокарского СП проживали 3 человека, в 2010 году — 4 человека.
С 2012 года в составе Доможировского сельского поселения.

## География
Деревня расположена в западной части района к северу от автодороги Р21 (E 105) «Кола» (Санкт-Петербург — Петрозаводск — Мурманск).
Расстояние до административного центра поселения — 2,5 км.
Расстояние до ближайшей железнодорожной станции Оять-Волховстроевский — 5 км.
Деревня находится на левом берегу реки Оять.

## Демография
| 1838 | 1862 | 1926 | 1950 | 1997 | 2007 | 2010 |
| ---- | ---- | ---- | ---- | ---- | ---- | ---- |
| 36   | ↘34  | ↗42  | ↘13  | ↘5   | ↘3   | ↗4   |
| 2014 | 2017 |      |      |      |      |      |
| →4   | →4   |      |      |      |      |      |

### Национальный состав
Согласно данным Всероссийской переписи населения 2021 года в деревне проживали 4 человека, все русские.

## Инфраструктура
По данным администрации Доможировского сельского поселения:
- на 1 января 2014 года в деревне было зарегистрировано 3 домохозяйства и 4 жителя[23].
- на 1 января 2021 года в деревне было зарегистрировано 2 домохозяйства и 2 жителя[24].